# درویش‌لر (سیحان)
درویش‌لر (به ترکی استانبولی: Dervişler) یک منطقهٔ مسکونی در ترکیه است که در سیحان واقع شده‌است.